# Sốt phát ban (typhus)
Typhus, còn được gọi là sốt phát ban, là một nhóm các bệnh truyền nhiễm bao gồm dịch sốt phát ban, sốt phát ban chà và sốt phát ban chuột.  Các triệu chứng thường gặp bao gồm sốt, nhức đầu và phát ban.  Thông thường những triệu chứng này bắt đầu một đến hai tuần sau khi tiếp xúc.
Các bệnh được gây ra bởi các loại nhiễm trùng cụ thể.  Dịch sốt phát ban là do Rickettsia prowazekii lây lan qua con chí sống trên cơ thể, sốt phát ban chà là do Orientia tsutsugamushi lây lan qua chiggers, và sốt phát ban chuột là do Rickettsia typhi lây lan qua bọ chét.
Hiện tại không có vắc-xin thương mại trị bệnh này.  Phòng ngừa bằng cách giảm tiếp xúc với các sinh vật truyền bệnh.  Điều trị bằng kháng sinh doxycycline.  Bệnh sốt phát ban thường xảy ra trong các vụ dịch khi điều kiện vệ sinh kém và đông đúc.  Trong khi một lần phổ biến, bây giờ nó là hiếm.  Bệnh sốt phát ban ở Đông Nam Á, Nhật Bản và Bắc Úc.  Typhus Murine xảy ra ở các khu vực nhiệt đới và cận nhiệt đới trên thế giới.
Typhus đã được mô tả từ ít nhất 1528 sau Công nguyên.  Tên này xuất phát từ tiếng Hy Lạp tûphos (τύφ ς) có nghĩa là mơ hồ, mô tả trạng thái tâm trí của những người bị nhiễm bệnh.  Trong khi bệnh thương hàn - "typhoid" có nghĩa là "giống như typhus", sốt phát ban và thương hàn là các bệnh riêng biệt gây ra bởi các loại vi khuẩn khác nhau.

## Dấu hiệu và triệu chứng
Các dấu hiệu và triệu chứng sau đây đề cập đến bệnh sốt phát ban vì đây là bệnh quan trọng nhất trong nhóm bệnh sốt phát ban.
Các dấu hiệu và triệu chứng bắt đầu bằng sốt đột ngột và các triệu chứng giống cúm khác khoảng một đến hai tuần sau khi bị nhiễm bệnh.  Năm đến chín ngày sau khi các triệu chứng bắt đầu, phát ban thường bắt đầu trên thân cây và lan sang các chi.  Phát ban này cuối cùng lan ra hầu hết cơ thể, che khuất khuôn mặt, lòng bàn tay và lòng bàn chân.  Dấu hiệu viêm màng não bắt đầu bằng phát ban và tiếp tục sang tuần thứ hai hoặc thứ ba.  Các dấu hiệu khác của viêm màng não bao gồm nhạy cảm với ánh sáng (chứng sợ ánh sáng), thay đổi trạng thái tâm thần (mê sảng) hoặc hôn mê.  Các trường hợp không được điều trị thường gây tử vong.